# Brian McGuinness
Pour les articles homonymes, voir McGuinness.
Brian McGuinness , né le 22 octobre 1927 à Wrexham (Pays de Galles) et mort le 23 décembre 2019 à Florence est un philosophe universitaire, essayiste, biographe et traducteur, spécialiste de Wittgenstein surtout connu pour sa traduction en anglais, avec David Pears, du Tractatus-Logico-Philosophicus.

## Biographie
Baptisé des prénoms Bernard et Francis il change dans sa jeunesse son prénom principal en Brian . Il publie et est souvent cité sous le nom de B. F. McGuinness.
D’abord formé à Oxford, au Balliol College, sous le tutorat de RM Hare, McGuinness devient par la suite fellow et tuteur au Queen's College de l'université d'Oxford de 1953 à 1988 et occupe un poste à l'Institut néerlandais d'études supérieures (Netherland Institute for Advanced Study). En 1990, il est nommé professeur à l'université de Sienne, en Italie il est directeur de la faculté de philosophie et sciences sociales jusqu'en 1993. Lors de son passage au Queen's College, il a été conférencier invité à l'Oxford Socratic Club, s'entretenant avec JD Mabbott sur le problème du libre arbitre le 14 novembre 1955.

## Famille
Son fils, Paddy McGuinness (en), est un ancien fonctionnaire britannique qui a été conseiller adjoint à la sécurité nationale pour le renseignement.

## Sélection bibliographique

### Livres
- Wittgenstein : Une vie : le jeune Ludwig, 1889-1921, (1988) (ISBN 0-520-06451-8)
- (avec Guido Frongia) Wittgenstein: Un guide bibliographique (1990) (ISBN 0-631-13765-3)
- Approches de Wittgenstein: Documents collectés, (2002). (ISBN 0-415-03261-X)

### Articles
- « La mystique du Tractatus », Revue philosophique, vol. 75 (1966), p. 305–28.
- « Philosophie des sciences dans le Tractatus », Revue Internationale de Philosophie, vol. 23 (1969), p. 155–64.
- "Les notes de logique de Bertrand Russell et Ludwig Wittgenstein", Revue Internationale de Philosophie, vol. 26 (1972), p. 444–60.

### Œuvres éditées/traduites
- (avec David Pears) Ludwig Wittgenstein : Tractatus Logico-Philosophicus, (1961) (ISBN 0-415-25408-6)[5]
- Felix Kaufmann : L'infini en mathématiques : écrits logico-mathématiques, (1978) (ISBN 978-90-277-0847-2)
- Hans Hahn: Empirisme, logique et mathématiques: articles philosophiques, (1980) (ISBN 90-277-1065-1)
- Gottlob Frege: Documents collectés sur les mathématiques, la logique et la philosophie, (1984) (ISBN 0-631-12728-3)
- Ernst Mach: Principes de la théorie de la chaleur: historiquement et critiquement élucidés, (1986) (ISBN 90-277-2206-4)
- Sciences unifiées. La série de monographies de Vienne, initialement éditée par Otto Neurath, maintenant dans une édition anglaise. (1987) (ISBN 90-277-2484-9)
- (avec J. Schulte) Friedrich Waismann, Josef Schächter, Moritz Schlick : L'éthique et la volonté : Essais, (1994) (ISBN 0-7923-2674-1)
- (avec Gianluigi Oliveri) La Philosophie de Michael Dummett, (1994) (ISBN 0-7923-2804-3)
- (avec Gianluigi Oliveri) Karl Menger : Réminiscences du Cercle de Vienne et du Colloque mathématique (1994). (ISBN 0-7923-2711-X)
- (avec George Henrik von Wright ) Ludwig Wittgenstein: Cambridge Letters, (1995) (ISBN 1-4051-4701-6)
  - Wittgenstein à Cambridge : lettres et documents 1911-1951 (2008) (ISBN 9781405147019) [6]
- Langage, logique et formalisation des connaissances : conférence de Coimbra et actes d'un symposium tenu à Sienne en septembre 1997, (1998) (ISBN 88-87106-07-X)